# Серафимович (Волгоградська область)
Серафимович, до 1933 року Усть-Медведицька — місто в Росії, адміністративний центр Серафимовицького району Волгоградської області. Колишня станиця Усть-Медведицька  Війська Донського. Розташовується на правому березі річки Дон, в 260 км від Волгограду.

## Історія
Козача станиця Усть-Медведицька була заснована в 1589 році. Станиця була центром Усть-Медведицького округу  Області війська Донського. Ще Петро I, подорожуючи по Дону, зробив запис у своєму щоденнику про містечко.
Спочатку розташовувалася на лівому березі Дону, але оскільки під час весняних паводків поселення постійно затоплювалися, людям довелося переселитися на правий (вищий) берег річки Дон. Найпершим переселенцем став монах Птахин, на честь якого був названий яр, розташований на території поселення.